# 48a Mostra Internacional de Cinema de Venècia
La 48a Mostra Internacional de Cinema de Venècia es va celebrar entre el 3 i el 14 de setembre de 1991.

## Jurat
El jurat de la Mostra de 1991 va estar format per:
- Gian Luigi Rondi president
- Silvia D'Amico Bendico
- James Belushi
- John Boorman
- Michel Ciment
- Moritz de Hadeln
- Naum Kleiman
- Oja Kodar
- Pilar Miró

## Selecció oficial

### En competició
| Títol original                | Director(s)        | País de producció                |
| ----------------------------- | ------------------ | -------------------------------- |
| Ferdydurke                    | Jerzy Skolimowski  | Polònia                          |
| La plage des enfants perdus   | Jillali Ferhati    | França/ Marroc                   |
| Chatarra                      | Félix Rotaeta      | Espanya                          |
| Urga                          | Nikita Mikhalkov   | França/ Unió Soviètica           |
| A Divina Comédia              | Manoel de Oliveira | Portugal                         |
| Edward II                     | Derek Jarman       | Regne Unit                       |
| The Fisher King               | Terry Gilliam      | Estats Units                     |
| Allemagne 90 neuf zéro        | Jean-Luc Godard    | França                           |
| J'entends plus la guitare     | Philippe Garrel    | França                           |
| Jeszcze tylko ten las         | Jan Łomnicki       | Polònia                          |
| Meeting Venus                 | István Szabó       | Regne Unit/ França/ Itàlia       |
| Mississippi Masala            | Mira Nair          | Estats Units                     |
| My Own Private Idaho          | Gus Van Sant       | Estats Units                     |
| L'amore necessario            | Fabio Carpi        | Itàlia                           |
| Nuit et Jour                  | Chantal Akerman    | Bèlgica                          |
| Prospero's Books              | Peter Greenaway    | Regne Unit                       |
| Dà Hóng Dēnglong Gāogāo Guà   | Zhang Yimou        | R.P. de la Xina                  |
| Il muro di gomma              | Marco Risi         | Itàlia                           |
| Cerro Torre: Schrei aus Stein | Werner Herzog      | Alemanya/ França/ Canadà/ Itàlia |
| Gizli Yüz                     | Ömer Kavur         | Turquia                          |
| Una storia semplice           | Emidio Greco       | Itàlia                           |
| Les Équilibristes             | Nicos Papatakis    | França                           |

## Seccions autònomes

### Setmana de la Crítica del Festival de Cinema de Venècia
Les següents pel·lícules foren exhibides com en competició per a aquesta secció:
- Bar des rails de Cédric Kahn
- Drive de Jefery Levy
- Le ciel de Paris de Michel Béna [5]
- 'Muno no hito de Naoto Takenaka
- Nuvem d'Ana Luísa Guimarães [6]
- Razlucnica d'Amir Karakulov [7]
- Sady skorpiona d'Oleg Kovalov [8]
- Vito e gli altri d'Antonio Capuano
- Waiting de Jackie McKimmie ,

## Premis
- Lleó d'Or:
  - Urga de Nikita Mikhalkov
- Gran Premi Especial del Jurat:
  - A Divina Comédia' de Manoel de Oliveira
- Lleó de Plata:
  - The Fisher King de Terry Gilliam
  - Dà Hóng Dēnglong Gāogāo Guà de Yimou Zhang
  - J'entends plus la guitare de Philippe Garrel
- Premi Osella:
  - Mississippi Masala de Mira Nair i Sooni Taraporevala
- Copa Volpi:
  - Millor actor - River Phoenix (My Own Private Idaho)
  - Millor actriu - Tilda Swinton (Edward II)
- Medalla d'Or del President del Senat Italià:
  - Jean-Luc Godard (Allemagne année 90 neuf zéro)
- Lleó d'Or a la carrera:
  - Gian Maria Volontè
- Ciak d'Or:
  - Millor pel·lícula - Mississippi Masala by Mira Nair
  - Millor actor - Vittorio Mezzogiorno (Cerro Torre: Schrei aus Stein)
  - Millor actriu - Glenn Close (Meeting Venus)
- Premi FIPRESCI:
  - Muno no hito de Naoto Takenaka
- Premi OCIC:
  - Urga de Nikita Mikhalkov
- OCIC Award - menció honorífica:
  - Luigi Faccini
- Premi Pasinetti:
  - Millor pel·lícula - Urga by Nikita Mikhalkov
  - Millor actor - Vittorio Mezzogiorno (Cerro Torre: Schrei aus Stein)
  - Millor actriu - Mercedes Ruehl (The Fisher King)
- Premi Pietro Bianchi:
  - Paolo Taviani
  - Vittorio Taviani
- Petit Lleó d'Or:
  - The Fisher King de Terry Gilliam
- Premi Evira Notari:
  - Dà Hóng Dēnglong Gāogāo Guà de Yimou Zhang